# Anna Maria Bugliari
Anna Maria Bugliari (Roma, 28 marzo 1934) è un'attrice italiana, eletta Miss Italia 1950.

## Biografia
Nacque a Roma, ma, perché residente a Maiori, partecipò come Miss Campania alla finale di Miss Italia a Salsomaggiore Terme nel 1950, e venne eletta, clamorosamente, in quanto sconfisse Sophia Loren, giudicata "una spilungona troppo magra, male impostata", ed anche Giovanna Ralli, che prese parte al concorso di bellezza di quell'anno. Entrambe, a differenza della Buglieri, ebbero poi molto più successo nel cinema.
Dalle gambe lunghe e affusolate, interpretò solamente ruoli marginali in cinque film nel giro di tre anni, dimostrandosi priva di doti d'interprete, preferì il matrimonio invece dello spettacolo. Dal 1955 si ritirò a vita privata.
Riappare nel programma televisivo I migliori anni nella puntata del 23 settembre 2011.

## Filmografia
- Ha fatto 13 (1951)
- Le ragazze di Piazza di Spagna (1952)
- Altri tempi - Zibaldone n. 1 (1952)
- Il sacco di Roma (1953)
- Villa Borghese (1953)